# گنفن
گنفن (به آلمانی: Gneven) یک شهر در آلمان است که در لودویگسلوست-پارشیم واقع شده‌است. گنفن ۴۰۳ نفر جمعیت دارد.